# Julia japonica
Julia japonica is een slakkensoort uit de familie van de Juliidae. De wetenschappelijke naam van de soort is voor het eerst geldig gepubliceerd in 1951 door Kuroda & Habe.